# ビタリー・ラヒモフ
ビタリー・ラヒモフ（アゼルバイジャン語:Vitali Rəhimov、1984年8月27日 - ）は、アゼルバイジャンのレスリング選手。2008年北京オリンピックレスリンググレコローマンスタイル60kg級の銀メダリストであったがドーピングにより剥奪された。アルメニア共和国メグリ出身。
ラヒモフは、2004年アテネオリンピックでも同階級に出場しているが、予選リーグにおいて、金メダルを獲得した韓国の鄭智鉉に敗れ、ベスト8に残ることができなかった。

## 実績
- オリンピック
  - 2008年北京オリンピック　銀メダル（剥奪）
- ヨーロッパ選手権
  - 優勝　2005年